# 宋原放
宋原放（1923年—2005年），原名朱懋杰，字英士，又名朱元、吴江阳、江洋，男，江苏扬州人，中国出版家，曾任上海市出版局局长、党委书记，中国出版工作者协会副主席。